# Giovanni Battista Alberoni
Giovanni Battista Alberoni (Bologna, 31 marzo 1703 – Bologna, 31 dicembre 1784) è stato un pittore e scenografo italiano.

## Biografia e opere
Allievo del Bibbiena, fu membro dal 1762 e "principe" nel 1780 dell'Accademia Clementina. Per circa un ventennio fu attivo per la corte sabauda, per la quale eseguì lavori nel Palazzo Reale e in altre parti del Piemonte, collaborando col Crosato. Richiamato in patria, dipinse la volta del Palazzo Segni ed eseguì l'ornato nella Cappella di Santa Rita da Cascia nella chiesa di San Giacomo Maggiore.